# Língua qashqai

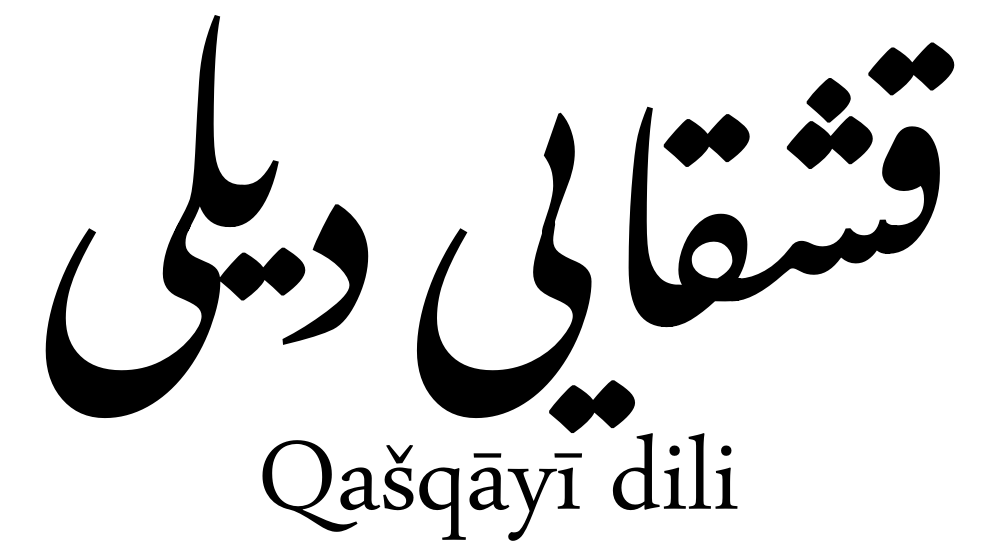
Qashqai dili escrito em escrita nastalique e escrita latina

A língua qashqai (também chamada ghashghai, qashqa'i, qashqay ou kashgai) é uma língua turcomana falada pelos qashqais étnica da região de Fars do Irã. As estimativas da quantidade de falantes variam,  Ethnologue estima 1,5 milhões de pessoas.
O qashqai é muito relacionado com a língua azeri, sendo que alguns linguistas a classificam como um dialeto do Azeri. Como a língua azeri meridional  no Irã, o qashqai usa ao alfabeto persa, uma modificação regional (Irã) do alfabeto árabe com 31 letras.Porém, se trata de uma língua raramente escrita. Os qashqais também falam a língua farsi (persa), sendo essa sua língua literária.

## Nota
1. ↑  Ethnologue report